# 帕蒂·杜克
帕蒂·杜克（英語：Patty Duke，1946年12月14日—2016年3月29日），女，美國演員，曾贏得奧斯卡最佳女配角獎。1962年在電影《奇迹创造者》中扮演海伦·凯勒。

## 家庭
帕蒂·杜克雙親是Frances與John Brock Duke。